# Superlega 2023-2024
La Superlega 2023-2024, 79ª edizione della massima serie del campionato italiano di pallavolo maschile, si è svolta dal 22 ottobre 2023 al 28 aprile 2024: al torneo hanno partecipato dodici squadre di club italiane e la vittoria finale è andata per la seconda volta alla Sir Safety Perugia.

## Regolamento

### Formula
La formula ha previsto:
- Regular season, disputata con girone all'italiana, con gare di andata e ritorno, per un totale di ventidue giornate: le prime otto classificate hanno acceduto ai play-off scudetto, la nona e la decima classificata hanno acceduto ai play-off 5º posto, mentre l'ultima classificata è retrocessa in Serie A2.
- Play-off scudetto, disputati con quarti di finale, semifinali, finale 3º posto e finale scudetto, giocate al meglio di tre vittorie su cinque gare: le due finaliste scudetto e la terza classificata si sono qualificate per la Champions League, la quarta classificata si è qualificata per la Coppa CEV. Le quattro eliminate ai quarti di finale hanno acceduto ai play-off 5º posto.
- Play-off 5º posto, disputati con:
  - Fase a gironi, giocata con un girone all'italiana, con gare di sola andata, per un totale di cinque giornate: le prime quattro classificate hanno acceduto alle semifinali.
  - Semifinali e finale 5º posto: la vincitrice si è qualificata per la Challenge Cup[2].

### Criteri di classifica
Se il risultato finale è stato di 3-0 o 3-1 sono stati assegnati 3 punti alla squadra vincente e 0 a quella sconfitta, se il risultato finale è stato di 3-2 sono stati assegnati 2 punti alla squadra vincente e 1 a quella sconfitta.
L'ordine del posizionamento in classifica è stato definito in base a:
- Punti;
- Numero di partite vinte;
- Ratio dei set vinti/persi;
- Ratio dei punti realizzati/subiti.

## Squadre partecipanti
Delle squadre aventi il diritto di partecipazione: 
- La Callipo ha ceduto il titolo alla Saturnia Acicastello, la quale è stata ammessa in Superlega[3].
- La Top Volley Latina ha ceduto il titolo al Cisterna, il quale è stata ammesso in Superlega[4].

| Club                 | Stagione | Città              | Impianto               | Stagione precedente                                                               |
| -------------------- | -------- | ------------------ | ---------------------- | --------------------------------------------------------------------------------- |
| Cisterna             | dettagli | Cisterna di Latina | Palazzetto dello Sport | -                                                                                 |
| Lube                 | dettagli | Treia              | PalaCivitanova         | 4ª in Superlega; finale play-off scudetto                                         |
| Milano               | dettagli | Milano             | Arena di Monza         | 7ª in Superlega; quarti di finale play-off scudetto; vincitrice play-off 5º posto |
| Modena               | dettagli | Modena             | PalaPanini             | 3ª in Superlega; quarti di finale play-off scudetto; semifinali play-off 5º posto |
| Padova               | dettagli | Padova             | PalaSanLazzaro         | 10ª in Superlega; semifinali play-off 5º posto                                    |
| Powervolley Milano   | dettagli | Milano             | Palalido               | 8ª in Superlega; semifinali play-off scudetto                                     |
| Prisma Taranto       | dettagli | Taranto            | PalaMazzola            | 11ª in Superlega; preliminari play-off 5º posto                                   |
| Saturnia Acicastello | dettagli | Aci Castello       | PalaCatania            | 2ª in Serie A3 (girone blu); vincitrice play-off promozione                       |
| Sir Safety Perugia   | dettagli | Perugia            | PalaEvangelisti        | 1ª in Superlega; quarti di finale play-off scudetto; finale play-off 5º posto     |
| Trentino             | dettagli | Trento             | PalaTrento             | 2ª in Superlega; campione d'Italia                                                |
| Verona               | dettagli | Verona             | PalaOlimpia            | 5ª in Superlega; quarti di finale play-off scudetto; 5ª play-off 5º posto         |
| You Energy           | dettagli | Piacenza           | PalaBanca              | 6ª in Superlega; semifinali play-off scudetto                                     |

## Torneo

### Regular season

#### Risultati
| Prima giornata |                                           |     |                                   |
|                |                                           |     |                                   |
| 22-10          | Sir Safety Perugia - Saturnia Acicastello | 3-0 | 25-15, 25-18, 25-22               |
| 22-10          | Modena - Powervolley Milano               | 3-2 | 25-19, 12-25, 21-25, 26-24, 15-12 |
| 22-10          | Lube - Milano                             | 0-3 | 23-25, 21-25, 22-25               |
| 22-10          | You Energy - Padova                       | 3-0 | 25-21, 25-19, 25-16               |
| 22-10          | Cisterna - Trentino                       | 2-3 | 18-25, 25-15, 28-26, 17-25, 8-15  |
| 22-10          | Prisma Taranto - Verona                   | 1-3 | 22-25, 22-25, 28-26, 16-25        |

| Seconda giornata |                                 |     |                                   |
|                  |                                 |     |                                   |
| 28-10            | Trentino - Prisma Taranto       | 3-2 | 25-16, 23-25, 18-25, 26-24, 15-8  |
| 28-10            | Verona - Modena                 | 2-3 | 25-23, 25-17, 20-25, 23-25, 11-15 |
| 29-10            | Milano - Sir Safety Perugia     | 0-3 | 23-25, 30-32, 22-25               |
| 29-10            | Powervolley Milano - You Energy | 0-3 | 23-25, 21-25, 23-25               |
| 29-10            | Padova - Lube                   | 0-3 | 22-25, 20-25, 21-25               |
| 29-10            | Saturnia Acicastello - Cisterna | 3-1 | 22-25, 26-24, 26-24, 25-14        |

| Terza giornata |                                   |     |                                   |
|                |                                   |     |                                   |
| 05-11          | Modena - Milano                   | 0-3 | 19-25, 19-25, 19-25               |
| 05-11          | Lube - Sir Safety Perugia         | 3-2 | 20-25, 35-33, 25-21, 16-25, 22-20 |
| 05-11          | Verona - Trentino                 | 0-3 | 18-25, 17-25, 15-25               |
| 05-11          | You Energy - Saturnia Acicastello | 3-0 | 25-17, 33-31, 25-17               |
| 04-11          | Cisterna - Powervolley Milano     | 3-0 | 25-14, 25-15, 25-23               |
| 05-11          | Prisma Taranto - Padova           | 2-3 | 22-25, 25-15, 25-20, 18-25, 16-18 |

| Quarta giornata |                               |     |                                   |
|                 |                               |     |                                   |
| 12-11           | Sir Safety Perugia - Modena   | 3-1 | 14-25, 25-18, 25-20, 25-18        |
| 11-11           | Trentino - You Energy         | 3-1 | 26-24, 25-19, 16-25, 25-18        |
| 12-11           | Milano - Prisma Taranto       | 3-0 | 25-14, 25-10, 25-17               |
| 12-11           | Powervolley Milano - Lube     | 3-0 | 25-21, 27-25, 25-21               |
| 12-11           | Padova - Cisterna             | 3-2 | 25-23, 25-21, 23-25, 23-25, 15-12 |
| 12-11           | Saturnia Acicastello - Verona | 1-3 | 23-25, 22-25, 27-25, 16-25        |

| Quinta giornata |                                     |     |                            |
|                 |                                     |     |                            |
| 15-11           | Modena - Padova                     | 3-1 | 23-25, 25-18, 27-25, 25-11 |
| 15-11           | Lube - Saturnia Acicastello         | 3-0 | 25-22, 25-19, 25-16        |
| 08-11           | Verona - Milano                     | 1-3 | 20-25, 25-23, 22-25, 20-25 |
| 15-11           | You Energy - Cisterna               | 3-1 | 25-13, 27-25, 23-25, 25-20 |
| 15-11           | Powervolley Milano - Trentino       | 1-3 | 22-25, 25-21, 19-25, 16-25 |
| 15-11           | Prisma Taranto - Sir Safety Perugia | 1-3 | 20-25, 20-25, 25-20, 14-25 |

| Sesta giornata |                                           |     |                                   |
|                |                                           |     |                                   |
| 19-11          | Sir Safety Perugia - You Energy           | 3-2 | 21-25, 20-25, 25-18, 26-24, 20-18 |
| 19-11          | Trentino - Milano                         | 3-1 | 19-25, 25-22, 25-23, 25-23        |
| 19-11          | Modena - Lube                             | 0-3 | 20-25, 19-25, 20-25               |
| 19-11          | Cisterna - Prisma Taranto                 | 3-2 | 25-27, 20-25, 25-18, 25-13, 17-15 |
| 18-11          | Padova - Verona                           | 3-1 | 25-17, 13-25, 25-20, 25-23        |
| 19-11          | Saturnia Acicastello - Powervolley Milano | 1-3 | 25-20, 22-25, 22-25, 21-25        |

| Settima giornata |                                 |     |                                   |
|                  |                                 |     |                                   |
| 26-11            | Trentino - Saturnia Acicastello | 3-0 | 25-15, 25-17, 25-18               |
| 26-11            | Lube - Prisma Taranto           | 3-2 | 25-22, 22-25, 21-25, 25-22, 18-16 |
| 26-11            | Verona - Sir Safety Perugia     | 0-3 | 18-25, 20-25, 22-25               |
| 26-11            | Milano - You Energy             | 3-2 | 22-25, 25-21, 19-25, 25-20, 15-12 |
| 26-11            | Powervolley Milano - Padova     | 3-0 | 25-17, 26-24, 25-19               |
| 25-11            | Cisterna - Modena               | 1-3 | 11-25, 25-22, 20-25, 16-25        |

| Ottava giornata |                               |     |                                   |
|                 |                               |     |                                   |
| 02-12           | Sir Safety Perugia - Cisterna | 3-1 | 25-16, 25-19, 20-25, 25-23        |
| 03-12           | Lube - Trentino               | 0-3 | 17-25, 22-25, 16-25               |
| 03-12           | You Energy - Verona           | 3-0 | 27-25, 25-23, 25-20               |
| 04-12           | Milano - Powervolley Milano   | 0-3 | 16-25, 18-25, 18-25               |
| 03-12           | Padova - Saturnia Acicastello | 3-1 | 25-18, 18-25, 25-19, 25-18        |
| 02-12           | Prisma Taranto - Modena       | 2-3 | 22-25, 25-20, 25-18, 17-25, 13-15 |

| Nona giornata |                               |     |                                   |
|               |                               |     |                                   |
| 22-11         | Sir Safety Perugia - Padova   | 3-0 | 25-16, 25-22, 25-21               |
| 10-12         | Modena - Trentino             | 3-1 | 21-25, 27-25, 25-22, 25-16        |
| 10-12         | Verona - Powervolley Milano   | 3-2 | 23-25, 25-21, 23-25, 25-21, 15-11 |
| 08-12         | Cisterna - Lube               | 1-3 | 14-25, 21-25, 25-22, 19-25        |
| 08-12         | Prisma Taranto - You Energy   | 1-3 | 25-19, 20-25, 18-25, 16-25        |
| 10-12         | Saturnia Acicastello - Milano | 1-3 | 16-25, 25-22, 12-25, 18-25        |

| Decima giornata |                                     |     |                                   |
|                 |                                     |     |                                   |
| 17-12           | Trentino - Sir Safety Perugia       | 3-1 | 25-21, 25-23, 23-25, 25-23        |
| 17-12           | Verona - Cisterna                   | 3-0 | 25-23, 25-17, 27-25               |
| 17-12           | You Energy - Lube                   | 2-3 | 27-29, 20-25, 25-21, 25-22, 10-15 |
| 17-12           | Milano - Padova                     | 3-0 | 25-21, 25-21, 25-21               |
| 17-12           | Powervolley Milano - Prisma Taranto | 3-2 | 19-25, 26-24, 22-25, 25-16, 15-3  |
| 16-12           | Saturnia Acicastello - Modena       | 2-3 | 25-22, 18-25, 25-19, 20-25, 13-15 |

| Undicesima giornata |                                         |     |                                   |
|                     |                                         |     |                                   |
| 26-12               | Sir Safety Perugia - Powervolley Milano | 2-3 | 25-14, 25-20, 12-25, 22-25, 12-15 |
| 26-12               | Modena - You Energy                     | 0-3 | 20-25, 19-25, 21-25               |
| 26-12               | Lube - Verona                           | 2-3 | 25-22, 25-18, 16-25, 23-25, 12-15 |
| 26-12               | Cisterna - Milano                       | 3-1 | 25-18, 25-20, 21-25, 25-22        |
| 26-12               | Padova - Trentino                       | 0-3 | 20-25, 32-34, 22-25               |
| 26-12               | Prisma Taranto - Saturnia Acicastello   | 3-1 | 25-19, 25-23, 17-25, 25-23        |

| Dodicesima giornata |                                           |     |                            |
|                     |                                           |     |                            |
| 30-12               | Saturnia Acicastello - Sir Safety Perugia | 0-3 | 20-25, 24-26, 19-25        |
| 30-12               | Powervolley Milano - Modena               | 3-0 | 27-25, 25-17, 25-18        |
| 30-12               | Milano - Lube                             | 1-3 | 27-25, 21-25, 22-25, 23-25 |
| 30-12               | Padova - You Energy                       | 1-3 | 26-24, 21-25, 19-25, 18-25 |
| 30-12               | Trentino - Cisterna                       | 3-0 | 25-19, 25-20, 25-20        |
| 29-12               | Verona - Prisma Taranto                   | 3-1 | 26-24, 25-12, 20-25, 25-15 |

| Tredicesima giornata |                                 |     |                                   |
|                      |                                 |     |                                   |
| 07-01                | Prisma Taranto - Trentino       | 0-3 | 23-25, 20-25, 20-25               |
| 07-01                | Modena - Verona                 | 0-3 | 21-25, 18-25, 13-25               |
| 07-01                | Sir Safety Perugia - Milano     | 3-0 | 25-21, 25-21, 25-21               |
| 06-01                | You Energy - Powervolley Milano | 3-2 | 25-23, 21-25, 19-25, 25-19, 15-13 |
| 06-01                | Lube - Padova                   | 3-0 | 25-19, 25-17, 25-23               |
| 07-01                | Cisterna - Saturnia Acicastello | 3-1 | 25-21, 25-18, 22-25, 25-22        |

| Quattordicesima giornata |                                   |     |                                   |
|                          |                                   |     |                                   |
| 14-01                    | Milano - Modena                   | 2-3 | 18-25, 20-25, 25-18, 25-23, 13-15 |
| 14-01                    | Sir Safety Perugia - Lube         | 3-0 | 25-14, 25-20, 25-17               |
| 14-01                    | Trentino - Verona                 | 3-1 | 25-27, 25-16, 25-16, 25-22        |
| 14-01                    | Saturnia Acicastello - You Energy | 1-3 | 21-25, 25-23, 17-25, 23-25        |
| 14-01                    | Powervolley Milano - Cisterna     | 3-0 | 25-22, 25-17, 25-23               |
| 14-01                    | Padova - Prisma Taranto           | 2-3 | 25-23, 22-25, 20-25, 25-23, 12-15 |

| Quindicesima giornata |                               |     |                                   |
|                       |                               |     |                                   |
| 20-01                 | Modena - Sir Safety Perugia   | 0-3 | 18-25, 17-25, 18-25               |
| 21-01                 | You Energy - Trentino         | 1-3 | 18-25, 25-19, 16-25, 15-25        |
| 21-01                 | Prisma Taranto - Milano       | 1-3 | 20-25, 25-21, 22-25, 22-25        |
| 21-01                 | Lube - Powervolley Milano     | 3-2 | 25-19, 27-25, 22-25, 15-25, 15-12 |
| 21-01                 | Cisterna - Padova             | 3-1 | 21-25, 25-18, 25-20, 25-14        |
| 21-01                 | Verona - Saturnia Acicastello | 3-1 | 25-22, 25-15, 19-25, 25-21        |

| Sedicesima giornata |                                     |     |                                   |
|                     |                                     |     |                                   |
| 25-01               | Padova - Modena                     | 3-1 | 25-22, 25-23, 22-25, 25-23        |
| 24-01               | Saturnia Acicastello - Lube         | 2-3 | 25-13, 14-25, 28-26, 15-25, 10-15 |
| 24-01               | Milano - Verona                     | 2-3 | 25-23, 26-24, 23-25, 22-25, 11-15 |
| 24-01               | Cisterna - You Energy               | 3-1 | 23-25, 25-23, 25-22, 25-19        |
| 24-01               | Trentino - Powervolley Milano       | 3-0 | 25-21, 25-19, 25-21               |
| 24-01               | Sir Safety Perugia - Prisma Taranto | 3-0 | 25-18, 25-23, 25-20               |

| Diciassettesima giornata |                                           |     |                            |
|                          |                                           |     |                            |
| 04-02                    | You Energy - Sir Safety Perugia           | 3-1 | 18-25, 25-22, 25-17, 25-18 |
| 03-02                    | Milano - Trentino                         | 0-3 | 12-25, 17-25, 17-25        |
| 04-02                    | Lube - Modena                             | 3-0 | 25-21, 27-25, 25-23        |
| 04-02                    | Prisma Taranto - Cisterna                 | 1-3 | 26-24, 17-25, 23-25, 20-25 |
| 03-02                    | Verona - Padova                           | 3-0 | 25-19, 25-23, 25-20        |
| 03-02                    | Powervolley Milano - Saturnia Acicastello | 3-0 | 26-24, 25-19, 25-17        |

| Diciottesima giornata |                                 |     |                                   |
|                       |                                 |     |                                   |
| 10-02                 | Saturnia Acicastello - Trentino | 0-3 | 15-25, 20-25, 17-25               |
| 11-02                 | Prisma Taranto - Lube           | 1-3 | 25-23, 22-25, 22-25, 28-30        |
| 11-02                 | Sir Safety Perugia - Verona     | 2-3 | 20-25, 25-21, 14-25, 25-17, 13-15 |
| 10-02                 | You Energy - Milano             | 2-3 | 21-25, 25-19, 23-25, 25-20, 11-15 |
| 11-02                 | Padova - Powervolley Milano     | 3-2 | 25-23, 22-25, 25-22, 21-25, 18-16 |
| 11-02                 | Modena - Cisterna               | 3-0 | 25-18, 25-18, 25-21               |

| Diciannovesima giornata |                               |     |                                   |
|                         |                               |     |                                   |
| 14-02                   | Cisterna - Sir Safety Perugia | 1-3 | 19-25, 25-22, 22-25, 18-25        |
| 14-02                   | Trentino - Lube               | 3-1 | 25-22, 19-25, 25-19, 25-21        |
| 14-02                   | Verona - You Energy           | 3-1 | 25-22, 25-15, 20-25, 25-21        |
| 14-02                   | Powervolley Milano - Milano   | 1-3 | 21-25, 23-25, 25-20, 16-25        |
| 14-02                   | Saturnia Acicastello - Padova | 2-3 | 23-25, 25-21, 20-25, 25-19, 11-15 |
| 14-02                   | Modena - Prisma Taranto       | 3-2 | 22-25, 25-19, 25-21, 25-27, 15-9  |

| Ventesima giornata |                               |     |                                   |
|                    |                               |     |                                   |
| 18-02              | Padova - Sir Safety Perugia   | 0-3 | 17-25, 21-25, 23-25               |
| 18-02              | Trentino - Modena             | 3-0 | 25-22, 25-17, 25-22               |
| 18-02              | Powervolley Milano - Verona   | 3-0 | 25-20, 25-23, 25-16               |
| 18-02              | Lube - Cisterna               | 3-2 | 23-25, 20-25, 25-17, 25-18, 15-11 |
| 17-02              | You Energy - Prisma Taranto   | 2-3 | 23-25, 25-21, 21-25, 29-27, 13-15 |
| 17-02              | Milano - Saturnia Acicastello | 3-0 | 25-17, 25-19, 25-17               |

| Ventunesima giornata |                                     |     |                            |
|                      |                                     |     |                            |
| 25-02                | Sir Safety Perugia - Trentino       | 3-1 | 27-25, 25-20, 22-25, 25-17 |
| 25-02                | Cisterna - Verona                   | 0-3 | 22-25, 19-25, 26-28        |
| 25-02                | Lube - You Energy                   | 0-3 | 21-25, 27-29, 22-25        |
| 24-02                | Padova - Milano                     | 1-3 | 20-25, 18-25, 25-23, 13-25 |
| 25-02                | Prisma Taranto - Powervolley Milano | 1-3 | 29-27, 22-25, 14-25, 21-25 |
| 25-02                | Modena - Saturnia Acicastello       | 3-1 | 20-25, 25-22, 25-15, 25-12 |

| Ventiduesima giornata |                                         |     |                                   |
|                       |                                         |     |                                   |
| 03-03                 | Powervolley Milano - Sir Safety Perugia | 3-2 | 25-22, 25-27, 17-25, 25-23, 15-13 |
| 03-03                 | You Energy - Modena                     | 3-1 | 25-23, 24-26, 25-17, 25-15        |
| 03-03                 | Verona - Lube                           | 0-3 | 25-27, 19-25, 22-25               |
| 03-03                 | Milano - Cisterna                       | 3-0 | 25-22, 25-22, 25-18               |
| 03-03                 | Trentino - Padova                       | 1-3 | 23-25, 25-21, 19-25, 20-25        |
| 03-03                 | Saturnia Acicastello - Prisma Taranto   | 3-1 | 25-18, 25-20, 24-26, 25-21        |

#### Classifica
| Pos. | Squadra              | Pt | G  | V  | P  | SV | SP | Ratio | PF    | PS    | Ratio |
| ---- | -------------------- | -- | -- | -- | -- | -- | -- | ----- | ----- | ----- | ----- |
| 1.   | Trentino             | 55 | 22 | 19 | 3  | 60 | 20 | 3,000 | 1 902 | 1 653 | 1,150 |
| 2.   | Sir Safety Perugia   | 51 | 22 | 16 | 6  | 58 | 25 | 2,320 | 1 946 | 1 743 | 1,116 |
| 3.   | You Energy           | 43 | 22 | 13 | 9  | 53 | 35 | 1,514 | 2 020 | 1 912 | 1,056 |
| 4.   | Lube                 | 40 | 22 | 15 | 7  | 48 | 36 | 1,333 | 1 908 | 1 857 | 1,027 |
| 5.   | Milano               | 39 | 22 | 13 | 9  | 46 | 36 | 1,277 | 1 859 | 1 773 | 1,048 |
| 6.   | Powervolley Milano   | 38 | 22 | 12 | 10 | 48 | 38 | 1,263 | 1 918 | 1 841 | 1,041 |
| 7.   | Verona               | 36 | 22 | 13 | 9  | 44 | 40 | 1,100 | 1 882 | 1 842 | 1,021 |
| 8.   | Modena               | 27 | 22 | 11 | 11 | 36 | 49 | 0,734 | 1 822 | 1 873 | 0,989 |
| 9.   | Cisterna             | 23 | 22 | 7  | 15 | 33 | 52 | 0,634 | 1 831 | 1 938 | 0,944 |
| 10.  | Padova               | 21 | 22 | 8  | 14 | 30 | 54 | 0,555 | 1 781 | 1 961 | 0,908 |
| 11.  | Prisma Taranto       | 14 | 22 | 3  | 19 | 32 | 62 | 0,516 | 1 954 | 2 170 | 0,900 |
| 12.  | Saturnia Acicastello | 9  | 22 | 2  | 20 | 21 | 62 | 0,338 | 1 698 | 1 958 | 0,867 |

      Qualificata ai play-off scudetto.
      Qualificata alla fase a gironi play-off 5º posto.
      Retrocessa in Serie A2.

### Play-off scudetto

#### Tabellone
|  | Quarti di finale | Quarti di finale   | Quarti di finale | Quarti di finale   | Quarti di finale | Quarti di finale | Quarti di finale |                    |   | Semifinali | Semifinali         | Semifinali | Semifinali | Semifinali | Semifinali | Semifinali      |                 |                 | Finale          | Finale          | Finale          | Finale          | Finale | Finale | Finale |  |
|  |                  |                    |                  |                    |                  |                  |                  |                    |   |            |                    |            |            |            |            |                 |                 |                 |                 |                 |                 |                 |        |        |        |  |
|  | 1                | Trentino           | 3                | 3                  | 3                |                  |                  |                    |   |            |                    |            |            |            |            |                 |                 |                 |                 |                 |                 |                 |        |        |        |  |
|  | 1                | Trentino           | 3                | 3                  | 3                |                  |                  |                    |   |            |                    |            |            |            |            |                 |                 |                 |                 |                 |                 |                 |        |        |        |  |
|  | 8                | Modena             | 0                | 2                  | 0                |                  |                  |                    |   |            |                    |            |            |            |            |                 |                 |                 |                 |                 |                 |                 |        |        |        |  |
|  | 8                | Modena             | 0                | 2                  | 0                |                  | 1                | Trentino           | 3 | 3          | 2                  | 1          | 2          |            |            |                 |                 |                 |                 |                 |                 |                 |        |        |        |  |
|  |                  |                    |                  |                    |                  |                  |                  | Trentino           | 3 | 3          | 2                  | 1          | 2          |            |            |                 |                 |                 |                 |                 |                 |                 |        |        |        |  |
|  |                  |                    | 5                | Milano             | 0                | 1                | 3                | 3                  | 3 |            |                    |            |            |            |            |                 |                 |                 |                 |                 |                 |                 |        |        |        |  |
|  | 4                | Lube               | 5                | Milano             | 0                | 1                | 3                | 3                  | 3 | 1          | 1                  | 3          | 3          | 1          |            |                 |                 |                 |                 |                 |                 |                 |        |        |        |  |
|  | 4                | Lube               |                  |                    |                  |                  |                  |                    |   |            |                    | 3          | 3          | 1          |            |                 |                 |                 |                 |                 |                 |                 |        |        |        |  |
|  | 5                | Milano             | 3                | 3                  | 2                | 2                | 3                |                    |   |            |                    |            |            |            |            |                 |                 |                 |                 |                 |                 |                 |        |        |        |  |
|  | 5                | Milano             | 3                | 3                  | 2                | 2                | 3                |                    | 5 | Milano     | 1                  | 3          | 1          | 1          |            |                 |                 |                 |                 |                 |                 |                 |        |        |        |  |
|  |                  |                    |                  |                    |                  |                  |                  |                    |   |            |                    |            |            |            |            |                 |                 |                 |                 |                 |                 |                 |        |        |        |  |
|  |                  |                    | 2                | Sir Safety Perugia | 3                | 2                | 3                | 3                  |   |            |                    |            |            |            |            |                 |                 |                 |                 |                 |                 |                 |        |        |        |  |
|  | 2                | Sir Safety Perugia | 2                | Sir Safety Perugia | 3                | 2                | 3                | 3                  | 3 | 3          | 3                  |            |            |            |            |                 |                 |                 |                 |                 |                 |                 |        |        |        |  |
|  | 2                | Sir Safety Perugia |                  |                    |                  |                  |                  |                    | 3 | 3          | 3                  |            |            |            |            |                 |                 |                 |                 |                 |                 |                 |        |        |        |  |
|  | 7                | Verona             | 1                | 1                  | 2                |                  |                  |                    |   |            |                    |            |            |            |            |                 |                 |                 |                 |                 |                 |                 |        |        |        |  |
|  | 7                | Verona             | 1                | 1                  | 2                |                  | 2                | Sir Safety Perugia | 3 | 2          | 3                  | 3          |            |            |            | Finale 3º posto | Finale 3º posto | Finale 3º posto | Finale 3º posto | Finale 3º posto | Finale 3º posto | Finale 3º posto |        |        |        |  |
|  |                  |                    |                  |                    |                  |                  |                  | Sir Safety Perugia | 3 | 2          | 3                  | 3          |            |            |            |                 |                 |                 |                 |                 |                 |                 |        |        |        |  |
|  |                  |                    | 6                | Powervolley Milano | 1                | 3                | 1                | 1                  |   |            |                    |            |            |            |            |                 |                 |                 |                 |                 |                 |                 |        |        |        |  |
|  | 3                | You Energy         | 6                | Powervolley Milano | 1                | 3                | 1                | 1                  | 2 | 3          | 3                  | 2          | 0          |            |            | 1               | Trentino        | 3               | 2               | 0               | 1               |                 |        |        |        |  |
|  | 3                | You Energy         |                  |                    |                  |                  |                  |                    |   |            |                    | 2          | 0          |            |            | 1               | Trentino        | 3               | 2               | 0               | 1               |                 |        |        |        |  |
|  | 6                | Powervolley Milano | 3                | 1                  | 2                | 3                | 3                |                    |   | 6          | Powervolley Milano | 2          | 3          | 3          | 3          |                 |                 |                 |                 |                 |                 |                 |        |        |        |  |

#### Risultati

##### Quarti di finale
| Gara 1 |                                 |     |                                   |
|        |                                 |     |                                   |
| 06-03  | Trentino - Modena               | 3-0 | 25-23, 25-18, 25-18               |
| 06-03  | Lube - Milano                   | 1-3 | 26-28, 25-20, 11-25, 20-25        |
| 06-03  | Sir Safety Perugia - Verona     | 3-1 | 23-25, 25-16, 25-21, 25-19        |
| 06-03  | You Energy - Powervolley Milano | 2-3 | 25-20, 21-25, 25-19, 22-25, 10-15 |

| Gara 2 |                                 |     |                                   |
|        |                                 |     |                                   |
| 10-03  | Modena - Trentino               | 2-3 | 22-25, 28-26, 25-15, 19-25, 13-15 |
| 10-03  | Milano - Lube                   | 3-1 | 24-26, 25-18, 25-21, 25-20        |
| 10-03  | Verona - Sir Satefy Perugia     | 1-3 | 25-21, 21-25, 16-25, 15-25        |
| 10-03  | Powervolley Milano - You Energy | 1-3 | 25-22, 20-25, 21-25, 14-25        |

| Gara 3 |                                 |     |                                   |
|        |                                 |     |                                   |
| 17-03  | Trentino - Modena               | 3-0 | 25-22, 25-19, 25-21               |
| 17-03  | Lube - Milano                   | 3-2 | 21-25, 30-28, 21-25, 25-22, 15-11 |
| 17-03  | Sir Safety Perugia - Verona     | 3-2 | 25-22, 25-20, 22-25, 15-25, 17-15 |
| 16-03  | You Energy - Powervolley Milano | 3-2 | 25-22, 23-25, 17-25, 31-29, 15-12 |

| Gara 4 |                                 |     |                                   |
|        |                                 |     |                                   |
| 24-03  | Milano - Lube                   | 2-3 | 18-25, 25-23, 22-25, 25-18, 13-15 |
| 24-03  | Powervolley Milano - You Energy | 3-2 | 28-30, 25-27, 25-23, 27-25, 15-6  |

| Gara 5 |                                 |     |                            |
|        |                                 |     |                            |
| 27-03  | Lube - Milano                   | 1-3 | 23-25, 23-25, 25-20, 22-25 |
| 27-03  | You Energy - Powervolley Milano | 0-3 | 21-25, 21-25, 22-25        |

##### Semifinali
| Gara 1 |                                         |     |                            |
|        |                                         |     |                            |
| 31-03  | Trentino - Milano                       | 3-0 | 27-25, 25-20, 25-22        |
| 31-03  | Sir Safety Perugia - Powervolley Milano | 3-1 | 25-17, 25-23, 23-25, 25-22 |

| Gara 2 |                                         |     |                                   |
|        |                                         |     |                                   |
| 03-04  | Milano - Trentino                       | 1-3 | 15-25 25-21 18-25 18-25           |
| 03-04  | Powervolley Milano - Sir Safety Perugia | 3-2 | 25-27, 25-21, 21-25, 27-25, 20-18 |

| Gara 3 |                                         |     |                                   |
|        |                                         |     |                                   |
| 07-04  | Trentino - Milano                       | 2-3 | 26-24, 22-25, 25-27, 27-25, 13-15 |
| 07-04  | Sir Safety Perugia - Powervolley Milano | 3-1 | 20-25, 25-18, 25-13, 25-21        |

| Gara 4 |                                         |     |                            |
|        |                                         |     |                            |
| 11-04  | Milano - Trentino                       | 3-1 | 22-25, 25-23, 25-23, 25-11 |
| 11-04  | Powervolley Milano - Sir Safety Perugia | 1-3 | 25-18, 24-26, 20-25, 18-25 |

| Gara 5 |                   |     |                                   |
|        |                   |     |                                   |
| 14-04  | Trentino - Milano | 2-3 | 18-25, 22-25, 25-23, 26-24, 15-17 |

##### Finale 3º posto
| Gara 1 |                               |     |                                   |
|        |                               |     |                                   |
| 17-04  | Trentino - Powervolley Milano | 3-2 | 23-25, 25-18, 23-25, 25-19, 15-11 |

| Gara 2 |                               |     |                                   |
|        |                               |     |                                   |
| 20-04  | Powervolley Milano - Trentino | 3-2 | 26-24, 17-25, 25-16, 25-27, 22-20 |

| Gara 3 |                               |     |                     |
|        |                               |     |                     |
| 24-04  | Trentino - Powervolley Milano | 0-3 | 22-25, 23-25, 14-25 |

| Gara 4 |                               |     |                            |
|        |                               |     |                            |
| 27-04  | Powervolley Milano - Trentino | 3-1 | 25-21, 18-25, 25-20, 25-21 |

##### Finale
| Gara 1 |                             |     |                            |
|        |                             |     |                            |
| 18-04  | Sir Safety Perugia - Milano | 3-1 | 27-25, 25-18, 23-25, 25-23 |

| Gara 2 |                             |     |                                   |
|        |                             |     |                                   |
| 21-04  | Milano - Sir Safety Perugia | 3-2 | 25-20, 23-25, 21-25, 25-19, 15-11 |

| Gara 3 |                             |     |                            |
|        |                             |     |                            |
| 25-04  | Sir Safety Perugia - Milano | 3-1 | 25-15, 25-18, 24-26, 25-19 |

| Gara 4 |                             |     |                            |
|        |                             |     |                            |
| 28-04  | Milano - Sir Safety Perugia | 1-3 | 25-19, 23-25, 25-27, 20-25 |

### Play-off 5º posto

#### Fase a gironi

##### Risultati
| Prima giornata |                       |     |                            |
|                |                       |     |                            |
| 03-04          | Cisterna - You Energy | 1-3 | 21-25, 25-18, 15-25, 20-25 |
| 04-04          | Lube - Modena         | 3-1 | 25-20, 25-19, 10-25, 25-22 |
| 03-04          | Verona - Padova       | 3-1 | 25-18, 25-18, 22-25, 25-21 |

| Seconda giornata |                     |     |                                   |
|                  |                     |     |                                   |
| 07-04            | Modena - Cisterna   | 3-2 | 23-25, 25-23, 26-24, 23-25, 15-10 |
| 07-04            | You Energy - Verona | 3-2 | 25-20, 23-25, 25-27, 25-16, 15-8  |
| 07-04            | Padova - Lube       | 3-0 | 25-18, 25-21, 25-23               |

| Terza giornata |                     |     |                            |
|                |                     |     |                            |
| 10-04          | Cisterna - Padova   | 3-1 | 19-25, 25-14, 25-21, 25-19 |
| 10-04          | Lube - Verona       | 0-3 | 22-25, 23-25, 17-25        |
| 10-04          | You Energy - Modena | 3-1 | 25-15, 20-25, 25-16, 25-23 |

| Quarta giornata |                     |     |                     |
|                 |                     |     |                     |
| 13-04           | Verona - Modena     | 3-0 | 25-15, 25-18, 25-22 |
| 14-04           | Padova - You Energy | 0-3 | 20-25, 21-25, 19-25 |
| 14-04           | Lube - Cisterna     | 3-0 | 25-18, 25-19, 25-11 |

| Quinta giornata |                   |     |                            |
|                 |                   |     |                            |
| 17-04           | Verona - Cisterna | 3-0 | 25-23, 25-15, 27-25        |
| 17-04           | You Energy - Lube | 1-3 | 14-25, 22-25, 25-20, 21-25 |
| 17-04           | Modena - Padova   | 3-1 | 25-18, 25-16, 23-25, 25-17 |

##### Classifica
| Pos. | Squadra    | Pt | G | V | P | SV | SP | Ratio | PF  | PS  | Ratio |
| ---- | ---------- | -- | - | - | - | -- | -- | ----- | --- | --- | ----- |
| 1.   | Verona     | 13 | 5 | 4 | 1 | 14 | 4  | 3,500 | 420 | 375 | 1,120 |
| 2.   | You Energy | 11 | 5 | 4 | 1 | 13 | 7  | 1,857 | 458 | 411 | 1,114 |
| 3.   | Lube       | 9  | 5 | 3 | 2 | 9  | 8  | 1,125 | 379 | 366 | 1,035 |
| 4.   | Modena     | 5  | 5 | 2 | 3 | 8  | 12 | 0,666 | 430 | 438 | 0,981 |
| 5.   | Cisterna   | 4  | 5 | 1 | 4 | 6  | 13 | 0,461 | 393 | 436 | 0,901 |
| 6.   | Padova     | 3  | 5 | 1 | 4 | 6  | 12 | 0,500 | 372 | 426 | 0,873 |

      Qualificata alle semifinali play-off 5º posto.

#### Fase ad eliminazione diretta

##### Tabellone
|  | Semifinali | Semifinali | Semifinali |      |   | Finale | Finale | Finale |  |
|  |            |            |            |      |   |        |        |        |  |
|  | 1          | Verona     | 3          |      |   |        |        |        |  |
|  | 1          | Verona     | 3          |      |   |        |        |        |  |
|  | 4          | Modena     | 1          |      |   |        |        |        |  |
|  | 4          | Modena     | 1          |      | 1 | Verona | 1      |        |  |
|  |            |            |            |      | 1 | Verona | 1      |        |  |
|  |            |            | 3          | Lube | 3 |        |        |        |  |
|  | 2          | You Energy | 3          | Lube | 3 | 2      |        |        |  |
|  | 2          | You Energy |            |      |   |        |        |        |  |
|  | 3          | Lube       | 3          |      |   |        |        |        |  |

##### Risultati

###### Semifinali
| Gara unica |                   |     |                                   |
|            |                   |     |                                   |
| 22-04      | Verona - Modena   | 3-1 | 25-22, 25-22, 23-25, 25-19        |
| 22-04      | You Energy - Lube | 2-3 | 18-25, 24-26, 25-21, 27-25, 12-15 |

###### Finale
| Gara unica |               |     |                            |
|            |               |     |                            |
| 27-04      | Verona - Lube | 1-3 | 25-23, 18-25, 24-26, 22-25 |

## Verdetti
| Squadra              | Qualificazione           |
| -------------------- | ------------------------ |
| Milano               | Champions League 2024-25 |
| Powervolley Milano   | Champions League 2024-25 |
| Sir Safety Perugia   | Champions League 2024-25 |
| Trentino             | Coppa CEV 2024-25        |
| Lube                 | Challenge Cup 2024-25    |
| Saturnia Acicastello | Serie A2 2024-25         |

## Statistiche
| Rendimento individuale | Rendimento individuale | Rendimento individuale | Rendimento individuale |
| Pos.                   | Nome                   | Punti                  | Squadra                |
| ---------------------- | ---------------------- | ---------------------- | ---------------------- |
| 1                      | Alessandro Michieletto | 548                    | Trentino               |
| 2                      | Adis Lagumdžija        | 522                    | Lube                   |
| 3                      | Stephen Maar           | 518                    | Milano                 |
| 4                      | Kamil Rychlicki        | 510                    | Trentino               |
| 5                      | Yūki Ishikawa          | 475                    | Powervolley Milano     |
| 6                      | Ferre Reggers          | 474                    | Powervolley Milano     |
| 7                      | Théo Faure             | 473                    | Cisterna               |
| 8                      | Uladzislaŭ Davyskiba   | 465                    | Modena                 |
| 9                      | Ricardo Lucarelli      | 459                    | You Energy             |
| 10                     | Kamil Semeniuk         | 443                    | Sir Safety Perugia     |

| Attacchi vincenti | Attacchi vincenti      | Attacchi vincenti | Attacchi vincenti  |
| Pos.              | Nome                   | Punti             | Squadra            |
| ----------------- | ---------------------- | ----------------- | ------------------ |
| 1                 | Alessandro Michieletto | 444               | Trentino           |
| 2                 | Kamil Rychlicki        | 437               | Trentino           |
| 3                 | Stephen Maar           | 434               | Milano             |
| 4                 | Adis Lagumdžija        | 416               | Lube               |
| 5                 | Ferre Reggers          | 412               | Powervolley Milano |
| 6                 | Théo Faure             | 409               | Cisterna           |
| 7                 | Yūki Ishikawa          | 405               | Powervolley Milano |
| 8                 | Uladzislaŭ Davyskiba   | 395               | Modena             |
| 9                 | Ricardo Lucarelli      | 389               | You Energy         |
| 10                | Kamil Semeniuk         | 370               | Sir Safety Perugia |

| Muri vincenti | Muri vincenti          | Muri vincenti | Muri vincenti      |
| Pos.          | Nome                   | Punti         | Squadra            |
| ------------- | ---------------------- | ------------- | ------------------ |
| 1             | Agustín Loser          | 98            | Powervolley Milano |
| 2             | Robertlandy Simón      | 86            | You Energy         |
| 3             | Jan Kozamernik         | 81            | Trentino           |
| 4             | Marko Podraščanin      | 80            | Trentino           |
| 5             | Aleks Grozdanov        | 66            | Verona             |
| 5             | Gabriele Di Martino    | 66            | Milano             |
| 7             | Gianluca Galassi       | 65            | Milano             |
| 8             | Flávio Gualberto       | 63            | Sir Safety Perugia |
| 9             | Aleksandar Nedeljković | 62            | Cisterna           |
| 10            | Alessandro Michieletto | 57            | Trentino           |

| Battute vincenti | Battute vincenti       | Battute vincenti | Battute vincenti   |
| Pos.             | Nome                   | Punti            | Squadra            |
| ---------------- | ---------------------- | ---------------- | ------------------ |
| 1                | Adis Lagumdžija        | 52               | Lube               |
| 2                | Yuri Romanò            | 48               | You Energy         |
| 3                | Alessandro Michieletto | 47               | Trentino           |
| 3                | Kamil Semeniuk         | 47               | Sir Safety Perugia |
| 5                | Jordi Ramón            | 45               | Cisterna           |
| 5                | Yūki Ishikawa          | 45               | Powervolley Milano |
| 7                | Uladzislaŭ Davyskiba   | 43               | Modena             |
| 7                | Oleh Plotnyc'kyj       | 43               | Sir Safety Perugia |
| 9                | Donovan Džavoronok     | 42               | Verona             |
| 9                | Robertlandy Simón      | 42               | You Energy         |